# Gianni Zullo
Gianni Zullo, nome d'arte di Ervigio Zullo (Matera, 8 marzo 1920 – Pianello Val Tidone, 17 maggio 2005), è stato un comico, attore e cantante italiano.
Dotato di una notevole mimica facciale, il suo nome è indissolubilmente legato a quello dei Brutos, pur avendo avuto una discreta carriera anche come solista.

## Biografia

### Gli inizi con i Brutos
Figura tra le più rilevanti del mondo dello spettacolo torinese, Gianni Zullo si trasferì con la famiglia a Torino dove, nel secondo dopoguerra, iniziò ad esibirsi come comico negli spettacoli di rivista: in particolare, lavorò per alcune stagioni con le sorelle Nava, insieme alla compagnia "Bataclan".
Venne quindi notato dall'impresario Aldo Zanfrognini che, ricercando nuovi talenti, ebbe l'idea di unirlo ad altri comici che già lavoravano con lui a Torino e di scritturare poi i cinque per la rivista Il teatro dei pazzi, che andava in scena al teatro Alcione di corso Regina Margherita nel 1958.

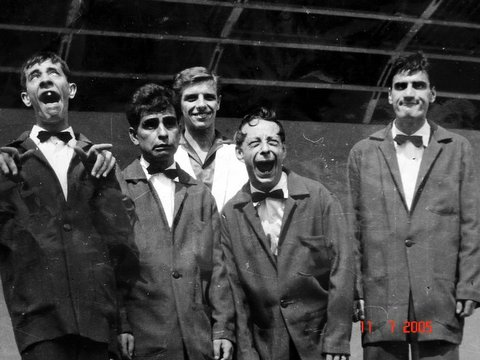
I Brutos; da sinistra,Gerry Bruno, Elio Piatti, Jack Guerrini, Gianni Zullo e Aldo Maccione.

Le prime sere gli artisti, ancora senza nome, vestiti con enormi pigiama a strisce bianconere, dicono poche battute, ma un giorno hanno l'idea di far cantare una canzone romantica a Jack Guerrini, il bello della compagnia, mentre gli altri quattro, i brutti, fanno smorfie orribili e cori, storpiando il testo originale della canzone: nascono così i Brutos.
Il nome del complesso viene inventato dalla donna delle pulizie dell'Alcione che, presentandosi al mattino per il suo lavoro e incontrando i cinque stravolti dalla nottata in bianco, sbottò in un approssimato piemontese: «Ai sève tant simpatic ma ai sève anca tant brutt» (siete molto simpatici ma siete anche tanto brutti!): ed è così che quella stessa sera, sempre al teatro Alcione di Torino, nascono i Brutos.
Gianni Zullo è, dei cinque, quello che durante gli sketch si prende gli schiaffi dagli altri quattro e, piangendo, rende la sua faccia ancora più buffa di quello che era nella realtà.

### Da solo: il cinema
Gianni Zullo porterà avanti i Brutos, insieme a Dino Cassio e "Nat" Pioppi, anche dopo l'abbandono di Gerry Bruno, incidendo qualche 45 giri ogni tanto ed esibendosi dal vivo (per un certo periodo farà parte della formazione anche il figlio Massimo); allo stesso tempo, però, inizierà la carriera di attore caratterista.

Gianni Zullo in Mani di velluto (1979)

Da ricordare la sua partecipazione a nel 1979 a Mani di velluto, film di Castellano e Pipolo con Adriano Celentano ed Eleonora Giorgi, in cui interpreta il nonno della Giorgi, e nel 1982 quella in Ricchi, ricchissimi... praticamente in mutande di Sergio Martino, in cui è lo zio di Pippo Franco, apparendo in molte scene esilaranti (ad esempio con la famiglia nel campo nudisti o quando scrive le sue memorie sulla carta igienica).
Altri film in cui recita sono Vacanze di Natale '91 di Enrico Oldoini (in cui è un sacerdote) e Svitati di Ezio Greggio in cui interpreta la parte di un morto. In quest'ultima pellicola ritrova l'amico dei tempi dei Brutos Gerry Bruno, ed ha l'occasione di recitare insieme a Mel Brooks. Nel 2000 recita nel secondo film da regista di Giorgio Panariello, Al momento giusto.
Si dedica inoltre, per passione, ad altre attività non legate allo spettacolo: scrive poesie, dipinge quadri e colleziona reperti archeologici.

### Le vicende della vita privata di Gianni Zullo
Gianni Zullo visse per molti decenni a Torino, con la moglie Tina, da cui ebbe nel 1957 il figlio Massimo. Rimasto vedovo, dopo qualche tempo si trasferì a Pianello Val Tidone in provincia di Piacenza (paese d'origine della moglie), a casa di un'ex fidanzata, Teresa Oddi, conosciuta durante il servizio militare svolto nelle vicinanze e che diventerà la sua seconda moglie, sposata nel 1975.
Il figlio Massimo, forse perché allontanato dalle sue radici torinesi e non rassegnato alla perdita della madre, inizierà a dar segni di un disagio esistenziale che in breve tempo lo porterà alla tossicodipendenza. Il padre, per averlo vicino e poterlo seguire con più attenzione, lo farà entrare per qualche tempo nella formazione dei Brutos: ma i suoi sforzi saranno vani perché Massimo morirà dopo qualche tempo a Roma, nel 1983, a causa della droga.

### Gli ultimi anni
Dopo la ricostituzione dei Brutos nel 1992, Gianni Zullo ritorna in televisione: con il gruppo partecipa a Paperissima, a Carosello (programma curato da Marco Giusti, con Ambra Angiolini), a Fenomeni di Piero Chiambretti e nel 2000 a Quelli che il calcio di Fabio Fazio, dove fanno gli inviati.
Nel 2000 appare anche in un film  di Giorgio Panariello Al momento giusto.
Nel 2002 è chiamato, insieme al gruppo, da Pippo Baudo nel programma 900, su Rai 3; le sue ultime apparizioni televisive avvengono l'anno successivo nella trasmissione Striscia la notizia, in cui imita lo stesso Baudo.
Ammalatosi di tumore, muore il 17 maggio 2005 ad ottantacinque anni.

## Discografia

### Ep
- 1960 - Destinazione Luna/Desiderio di un giorno/Zappa John/Voglio spegnere il sole (Emanuela Records, EM ep 1001)

### 45 giri
- 1968 - Vengo anch'io. No, tu no/Con due occhi così (CAR Juke Box, CRJ NP 1035)
- 1970 - Gina, amore mio/Una bionda un po' scema per 4 scemi che vanno a remi (Columbia, 3C 006-17372)
- 1972 - Lo schiaffo/Tocca a me (Gulp Record, SIK 9054)
- 1978 - Il doposcuola/Il peluche (RCA Italiana, PB 6115)

## Discografia estera

### Ep
|  | Novembre 1961 - Les Brutos à l'Olympia, accompagés par Jacques Loussier et son orchestre; Granada/Io/Baby rock/Little darling (Barclay, BLY 70407) |

### 45 giri
|  | 1975 - Beaux comme nous (c'est cassé la machine)/Am stram gram (Decca Records) |

### 33 giri (partecipazione)
|  | 1966 - Sacha Show a l'Olympia, Sacha Distel avec la partecipation de Danielle Licari, Les Brutos et Dionne Warwick (La voix de son maitre/Les I.M.E. Pathé Marconi, FELP 306 S) |

## Filmografia

### Con i Brutos
- Urlatori alla sbarra, regia di Lucio Fulci (1960)
- Vacanze alla baia d'argento, regia di Filippo Ratti (1961)
- L'amore senza ma... (L'amour avec des si...), regia di Claude Lelouch (1962)
- Toast of the Town, regia di Tim Kiley; serie Ed Sullivan Show per la televisione degli Stati Uniti CBS (1962-1963)
- I magnifici Brutos del West, regia di Marino Girolami (1964)
- Carosello di notte, regia di Elio Belletti (1964)
- Paris ist eine Reise wert regia di Paul Martin, con Fernandel; realizzato per la televisione della Germania Ovest (1966)

### Da solo
- Mani di velluto, regia di Castellano e Pipolo (1979)
- Ricchi, ricchissimi... praticamente in mutande, regia di Sergio Martino (1982)
- Vacanze di Natale '91, regia di Enrico Oldoini (1991)
- Svitati, regia di Ezio Greggio (1999)
- Al momento giusto, regia di Giorgio Panariello (2000)
- Body Guards - Guardie del corpo, regia di Neri Parenti (2000)
- Benedetti dal Signore, regia di Francesco Massaro (2003)

## Doppiatori italiani
- Gianni Musy in Mani di velluto
- Gianni Bonagura in Ricchi, ricchissimi... praticamente in mutande
- Sergio Graziani in Body Guards - Guardie del corpo